# Xylophrurus tumidus
Xylophrurus tumidus är en stekelart som först beskrevs av Desvignes 1856.  Xylophrurus tumidus ingår i släktet Xylophrurus och familjen brokparasitsteklar. Inga underarter finns listade i Catalogue of Life.